# HMS Rocket (H92)
«Рокет» (H92) (англ. HMS Rocket (H92) — військовий корабель, ескадрений міноносець типу «R» Королівського військово-морського флоту Великої Британії за часів Другої світової війни.

## Історія створення
Ескадрений міноносець «Рокет» закладений 14 березня 1941 року на верфі компанії Scotts Shipbuilding and Engineering Company у Гріноку. 28 жовтня 1942 року він був спущений на воду, а 4 серпня 1943 року увійшов до складу Королівських ВМС Великої Британії. 

## Історія служби
Есмінець брав участь у бойових діях на морі в Другій світовій війні, бився на Тихому океані.

### 1943
22 жовтня 1943 року група британських кораблів, у складі крейсера «Карібдіс», 2-х есмінців «Гренвілль» та «Рокет», 4-х ескортних міноносців типу «Хант»: «Лімбурн», «Венслейдейл», «Телібон» і «Стівенстоун» вступила в бій з німецькими кораблями біля французьких островів Сет-Іль. Німецька група прикриття суховантажу «Мюнстерленд» включала 5 міноносців типу «Ельбінг» (T22, T23, T25, T26 і T27) з 4-ї флотилії міноносців під командуванням Франца Коглафа.
У зіткненні з німцями крейсер «Карібдіс» був уражений двома торпедами, пущеними з міноносців T23 і T27. Ескортний міноносець «Лімбурн» також отримав серйозне пошкодження від ураження торпедою й був пізніше затоплений есмінцем «Рокетом». Німці прорвалися без втрат. А крейсер «Карібдіс» затонув за півгодини, на ньому загинуло понад 400 британських моряків.
29 листопада 1943 року британські есмінці «Тьюмалт» та «Рокет» потопили глибинними бомбами німецький підводний човен U-86 на схід від Азорських островів.

### 1944
25 липня 1944 року есмінець входив до складу ескортної групи британського флоту, що під командуванням адмірала Джеймса Сомервілля проводила операцію «Кримзон», метою якої було завдавання повітряних ударів по японських аеродромах в окупованих індонезійських містах Сабанг, Лхокнга та Кутараджа, що здійснювалася палубною авіацією з авіаносців в Індійському океані.
У серпні 1944 року корабель залучався до забезпечення проведення повітряних атак Еммагавена і Індарунга, у вересні — Сіглі (острів Суматра).